# Utoasteca-tano
La macrofamília utoasteca-tano és una proposta de parentiu distant entre les llengües uto-asteca i les kiowa-tano.
En algunes propostes s'inclou també dins d'aquesta família a les llengües keres i/o a la llengua zuni, encara que l'evidència en favor d'aquesta última inclusió és més dubtosa.

## Història
La hipòtesi utoasteca-tano es remunta a les classificacions de 1921 i 1929 d'Edward Sapir. Posteriorment, Trager i Whorf (1937) van donar una llista de 102 possibles cognats, encara que la revisió de Newman (1954) va considerar aquesta evidència prometedora però inconclusiva. Miller (1959), un dels principals contribuidors a la reconstrucció del proto-utoasteca va trobar problemes en la llista de Trager i Whorff. Davis (1989) va demostrar que les coincidències de la llista de Trager i Whorf es reduïen bàsicament a una sola síl·laba, i va considerar com a possibles cognats només 52 dels termes. Finalment Lyle Campbell (1997) assenyala l'excessiva amplitud semàntica en la llista proposta de cognats, i és escèptic quant a la demostrabilitat de la relació a partir de l'evidència disponible, assenyalant a més el contacte lingüístic com a causa de similituds superficials.

## Evidència
L'evidència en favor d'aquesta hipòtesi és petita, i no s'han establert correspondències fonètiques regulars extensives que permetin una aplicació sistemàtica del mètode comparatiu i fins al moment les similituds oposades són limitades.
La següent taula mostra algunes similituds superficials entre el proto-kiowa-tano i el proto-uto-asteca:
| GLOSSA  | proto- KT | proto- UA | proto- keres | Zuñi   |
| ------- | --------- | --------- | ------------ | ------ |
| 'jo'    | *na-      | *ni-      |              | ho-    |
| 'tú'    | *ʔim-     | *im-      |              | to-    |
| 'dos'   | *wi-      | *wo- *wa- | *dyu-        | kwilli |
| 'tres'  | *payo     | *pahi     | *chami       | hai    |
| 'aigua' | *p'a-     | *pā       |              |        |
KT: Kiowa-tano
UA: Uto-asteca
Alguns exemples de formes lèxiques comparades en kiowa, en tewa i en proto-utoasteca.
| GLOSSA   | Kiowa | Tewa   | Tigua   | proto-UA    |
| -------- | ----- | ------ | ------- | ----------- |
| 'un'     | pa    | wî'    | wännan  | *sɨm-       |
| 'dos'    | yi    | wíyeh  | wi'i nn | *woho-~ *wō |
| 'tres'   | pa'o  | poeyeh | payua   | *paha-yo    |
| 'quatre' | yige  | yôenu  |         | *nā-woho-   |
| 'cinc'   | ant'a | p'ą́ąnú | p'anyua | *mā-ko      |
| 'home'   | ch'i  | sen    | soan    | *ti-/*taka  |
| 'dona'   | ma    | kwee   |         | *hupi       |
| 'sol'    | pay   | than   |         | *ta(w)-     |
| 'lluna'  | p'ahy | p'óe   |         | *meya       |
| 'aigua'  | t'on  | p'oe   | p'â     | *pā         |